# Megalocotyle marginata
Megalocotyle marginata är en plattmaskart. Megalocotyle marginata ingår i släktet Megalocotyle och familjen Capsalidae. Inga underarter finns listade i Catalogue of Life.